# Tylosaurinae
Tylosaurinae es una subfamilia extinta de mosasáuridos, un diverso grupo de reptiles marinos del Cretácico.

## Descripción

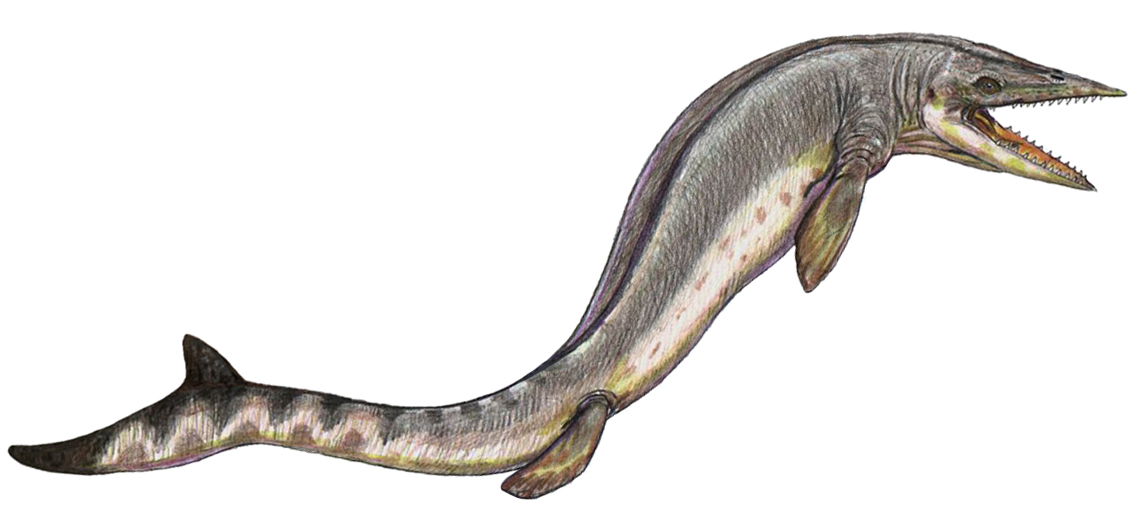
Taniwhasaurus.

Russell (1967, pp. 170) definió a Tylosaurinae de esta manera: "Un gran rostrum presente anterior a los dientes premaxilares. Doce o más dientes en el dentario y el maxilar. Los nervios craneales X, XI y XII pasan por una pared lateral del opistótico a través de un único foramen. No hay canal en el basioccipital del basiesfenoides para la arteria basilar. El proceso suprastapedial del hueso cuadrado es moderadamente grande, apuntando distalmente. El borde dorsal del surangular es redondeado y horizontal longitudinalmente... Hay veintinueve vértebras presacrales. La longitud de la serie presacral es inferior a la de la serie  postsacral en Tylosaurus, las espinas neurales de las vértebras caudales posteriores solo están levemente alargadas, sin formar una aleta apreciable. Los arcos hemales no están fusionados a los centros de las vértebras caudales. Los elementos apendiculares carecen de superficies articulares con terminaciones lisas."

## Clasificación
Los géneros referidos a Tylosaurinae (conocidos informalmente como "tilosaurinos" o "tilosaurios") han sido hallado en todos los continentes exceptuando a Australia y a Suramérica. La etimología de la subfamilia se deriva de la del género tipo Tylosaurus. En general, los tilosaurinos eran grande lagartos marinos armados con robustos dientes cónicos y un alargado premaxilar y extensiones del dentario que no tenían dientes en sus extremos como es común en otros tipos de mosasáuridos. El concepto original de Edward Cope de un hocico que actuaba como un ariete no es sin embargo apoyado en la evidencia fósil. Los contenidos del estómago de un tilosaurino encontrado en Dakota del Sur incluyen restos de otro mosasáuridos, un pez óseo, la gran ave marina no voladora Hesperornis y posiblemente un tiburón, indicando que los tilosaurinos eran generalistas. Otro espécimen recuperado por Charles Sternberg incluyen los huesos de un pequeño plesiosaurio (véase también Everhart, 2004). 
Lingham-Soliar sugirió que los tilosaurnos no se encontraban entre los más fuertes mosasáuridos o los de más rápida natación. Sin embargo, eran de constitución ligera, habiendo reducido bastante el peso de sus cuerpos y con cinturas escapular y pélvica relativamente pequeñas, así como reducidas extremidades delanteras y posteriores. Sus huesos son muy porosos y pueden haber estado impregnados de células grasas en vida, añadiendo flotabilidad. Estas características sugieren que los tilosaurinos pueden haber sido depredadores de emboscada. Los tilosaurios estaban entre los mayores mosasáuridos, alcanzando algunas especies de los géneros Tylosaurus y Hainosaurus longitudes de entre 9 a 15 metros, también situándolas entre los mayores reptiles marinos. Una especie pequeña de Tylosaurus reportada por Russell, T. "zangerli" ha sido reconsiderada como un individuo juvenil de T. proriger. Everhart denominó a una tercera especie (T. kansasensis) de la Caliza Smoky Hill.
Polcyn y Bell (2005, p. 322) denominaron un clado aún más inclusivo, la parafamilia Russellosaurina, la cual incluye a las "subfamilias Tylosaurinae y Plioplatecarpinae y a sus clados hermanos conteniendo a los géneros Tethysaurus, Russellosaurus y a Yaguarasaurus."

## Rango fósil
Los tilosaurinos aparecen en el registro fósil a principios del Coniaciense y persistieron hasta el Maastrichtiense, por un período de aproximadamente veinte millones de años.

## Taxonomía
- Tylosaurinae
  - Kaikaifilu
    - K. hervei[12]

  - Tylosaurus
    - T. proriger
    - T. nepaeolicus
    - T. pembinensis
    - T. gaudryi
    - T. ivoensis (Posiblemente una especie de Taniwhasaurus[13])

  - Hainosaurus
    - H. bernardi

  - Taniwhasaurus
    - T. oweni (=Tylosaurus haumuriensis)
    - T. mikasaensis
    - T. antarcticus